# Eric Wittenberns
Eric Wittenberns (Ampenam (Indonesië), 16 november 1951 - Utrecht, 12 januari 2021) was een Nederlands beeldend kunstenaar. Tussen 1972 en 2018 exposeerde hij veelvuldig in diverse musea, galeries en andere kunstruimtes. 

## Biografie
Eric Wittenberns studeerde van 1969 tot 1974 aan de Academie Artibus te Utrecht. Later volgde hij opleidingen tot eclectisch hypnotherapeut, reiki-master en bestudeerde hij de kabbala en tarot.
Samen met Hans Uijtdewilligen stichtte hij de bibliofiele uitgeverij Salix Alba en de Stichting Naughty People.
In 2021 overleed hij, na 10 jaar, aan de gevolgen van de ziekte COPD.